# Danny Elfman
Daniel "Danny" Robert Elfman (Los Angeles, 29 de maio de 1953) é um cantor e compositor estadunidense de origem alemã, um dos maiores músicos da história dos Estados Unidos. Responsável por diversas trilhas musicais do cinema em Hollywood e foi vocalista e líder do grupo pop new wave Oingo Boingo que vendeu milhões no mundo inteiro nos anos 80 e 90.

## Biografia
É casado atualmente com a atriz Bridget Fonda, com quem tem um filho chamado Oliver, nascido em janeiro de 2005.
Ele também é pai de duas filhas de um casamento anterior.

## Trabalhos e estilo
Danny Elfman inciou na música como líder da banda Oingo Boingo, fundada por seu irmão Richard Elfman em 1972, cujo maior sucesso foi a canção "Stay", nos anos 80. Esta e outras músicas foram usadas como trilha em filmes, dos quais o mais conhecido foi em Weird Science (Mulher Nota Mil, no Brasil), com uma música com o mesmo título.
Seu estilo, marcadamente operístico e dramático já era percebido em seu primeiro trabalho, "Forbidden Zone". Como membro da Oingo Boingo participou da trilha sonora de diversos filmes, na década de 80.
Trabalhou em 2007 com a banda de heavy metal e hard rock Avenged Sevenfold na orquestração da música A Little Piece Of Heaven.
Em 1989, Danny compôs em apenas 2 dias a música que ficou marcada como tema da série de TV americana Os Simpsons.
Ele também é responsável pela trilha do filme Spider-Man, da música Face To Face da banda de gothic rock Siouxsie And The Banshees. No qual também faz parte da trilha sonora de Batman Returns.
Após a saída do diretor Zack Snyder do filme Liga da Justiça (filme) por problemas famíliares, Joss Whedon assumiu o comando do longa, o que ocasionou na mudança do compositor do longa, foi feita a troca do Junkie XL pelo Danny Elfman.

## Trilhas
A trilha sonora de Forbidden Zone, que foi a estréia de Elfman como compositor para cinema, marcou o início de sua carreira de compositor para filmes independentes e peças de teatro. É dele o tema do desenho animado The Simpsons.
O primeiro trabalho para um filme de grande orçamento foi em Pee-wee's Big Adventure (A Grande Aventura de Pee-Wee, no Brasil), onde iniciou também uma parceria de sucesso com o diretor Tim Burton, e que resultou em várias trilhas, como:
- Beetlejuice
- Batman
- Batman Returns
- Edward Scissorhands (trilha sonora)
- Sleepy Hollow
- Mars Attacks!
- Big Fish
- Charlie and the Chocolate Factory
- The Nightmare Before Christmas
- Corpse Bride
- Alice in Wonderland (Tim Burton)

O estilo musical de Elfman ajuda a conferir um clima sombrio, gótico, típico dos filmes de Burton.
Como compositor de trilhas sonoras, Elfman foi influenciado por Nino Rota, Bernard Herrmann e Carl Stalling.

### Filmes diversos
Também compôs as trilhas dos filmes: Charllote's Web, The Wolfman, Back to School, Chicago, Dick Tracy, Freeway, Good Will Hunting, Hulk, Midnight Run, Wanted, Scrooged, os dois filmes da série Men in Black, Mission: Impossible, The Family Man, Darkman, Army of Darkness, A Simple Plan, Spider-Man, Spider-Man 2, Oz: The Great and Powerful, Fifty Shades of Grey, Silver Linings Playbook, Justice League e Doctor Strange in the Multiverse of Madness.

## Televisão, games e outros
Elfman também compôs as músicas-tema para várias séries de televisão, incluindo Os Simpsons, Sledge Hammer!, Tales from the Crypt, Dilbert e o tema de abertura de Desperate Housewives. Também compôs para The Nightmare Before Christmas de Henry Selick, que também aparece no jogo Kingdom Hearts. Suas canções para o filme também foram utilizadas para o jogo The Nightmare Before Christmas: Oogie's Revenge.
Em 29 de novembro de 2003, Elfman casou-se com Bridget Fonda, com quem teve um filho, Oliver, nascido em janeiro de 2005.
No primeiro episódio da sexta temporada de Family Guy, ele é citado por Chris.
Recentemente ele compôs a trilha do novo espetáculo do Cirque du Soleil, Iris.

## Áudio
- Weird Science - ouça a música.

Elfman compôs, também, a trilha sonora dos jogos da Lionheads Studio, Fable: the Lost Chapters, e Fable II.